# Agilitat
L'agilitat (que prové etimològicament del llatí agilitatis) designa l'aptitud que té algú d'executar tasques d'índole física de manera ràpida, rabent, lleugera i eficaç, atribuïble a qualsevol animal, o intel·lectual, en el cas específicament humà.

## Naturalesa
Les definicions tradicionals de l'agilitat s'han centrat en accions motores típiques com l'acceleració, la desacceleració i el canvi de direcció.
Steven Plisk manifesta que l'agilitat és la capacitat de canviar de direcció i velocitat en el moment adequat. Aquesta agilitat requereix un ràpid desenvolupament de la força en la unitat de temps (RFD), així com la capacitat d'acoblar de manera efectiva accions excèntriques i concèntriques en moviments balístics.
Segons Philip Graham-Smith, l'agilitat es relaciona amb dos tipus de funcions motores. D'una banda, amb la capacitat d'arrancar (trencar la inèrcia) de manera explosiva, desaccelerar, canviar de direcció i reaccelerar mentre es manté el control del cos i es minimitza la pèrdua de velocitat. D'altra banda, l'agilitat es relaciona amb la capacitat de coordinar diverses tasques d'esports específics simultàniament. Diversos estudis demostren que l'agilitat en aquestes tasques és el principal factor determinant per a predir l'èxit en un esport (Halberg, 2001).

## Conceptualització
El terme agilitat compta amb multitud de definicions, algunes de les més citades als diferents articles científics són:
- Moniek Verstegen i Marcello (2001), plantejaven que l'agilitat és l'habilitat física que els permet als individus desaccelerar amb rapidesa i eficiència, canviar de direcció i accelerar ràpidament, en un esforç per reaccionar de manera apropiada als senyals rellevants per a l'activitat.
- Young i col·laboradors, varen manifestar que en molts esports de camp cal alta velocitat dels moviments de cos sencer. Molts d'ells són en resposta al moviment d'una pilota, als jugadors oponents, o companys d'equip. Aquest component important del rendiment esportiu es pot descriure com l'agilitat, i a vegades es relaciona amb termes com ara velocitat i rapidesa.
- Sheppard i Young (2006), han manifestat que l'agilitat és una qualitat complexa i en el reconeixement d'això, s'ha afirmat que l'agilitat d'un atleta permet reaccionar a un estímul, començar a moure's de manera ràpida i eficient, avançar en la direcció correcta, i estar disposats a canviar de direcció o detenir-se ràpidament per a fer una tècnica esportiva d'una forma ràpida, eficient i de manera reproduïble.
- Per acabar, per a Matt Brughelli (2008), l'agilitat considerada com l'habilitat per a canviar de direcció mentre es desenvolupa una acció d'alta velocitat en resposta a la lectura d'un estímul específic esportiu, és considerada essencial per a l'èxit en la majoria d'esports col·lectius.

## Model dels elements constituents de l'agilitat segons Young (2002)
Aquesta proposta manifesta dos elements molt importants a considerar:
1. Els que fan referència al que es duu a terme abans del moviment, que són els factors perceptius i de presa de decisió.
2. Els que es realitzen durant el moviment (acceleració, desacceleració, canvi de direcció, re-acceleració, i les capacitats motores implicades principalment en aquestes manifestacions).

Dins dels factors perceptius i de presa de decisió, es troben:
- Escaneig visual.
- Anticipació.
- Reconeixement de models.
- Coneixements de les situacions.

Dins dels aspectes rellevants de l'agilitat en el denominat velocitat de canvi de direcció, es troben:
- Tècnica:
  - Col·locació dels peus.
  - Ajustos de les gambades per a accelerar o desaccelerar (capacitat d'acceleració i desacceleració).
  - Postura corporal (relacionat amb equilibri dinàmic).
- Velocitat lineal.
- Variables antropomètriques.
- Qualitats musculars:
  - Força màxima.
  - Potència.
  - Força explosiva reactiva.

## Font
- https://g-se.com/bases-para-el-desarrollo-de-la-agilidad-y-los-cambios-de-direccion-como-elementos-especificos-para-la-mejora-del-rendimiento-y-la-prevencion-de-lesiones-en-deportes-colectivos-2765-sa-F5e74e4e0819be